# Neoantistea caporiaccoi
Neoantistea caporiaccoi är en spindelart som beskrevs av Brignoli 1976. Neoantistea caporiaccoi ingår i släktet Neoantistea och familjen panflöjtsspindlar. Inga underarter finns listade i Catalogue of Life.